# Mika Ullritz
Mika Ullritz (* 2008 in Fürstenfeldbruck) ist ein deutscher Schauspieler (Kinderdarsteller).

## Leben
Mika Ullritz hatte siebenjährig sein Debüt vor der Kamera mit einer sehr kleinen Rolle in dem Kinofilm „Mein Blind Date mit dem Leben“. Noch bevor dieser in die Kinos kam, hatte er eine mehrmonatige Gastrolle in der elften Staffel der Telenovela „Sturm der Liebe“. Von März bis Juli 2016 konnte man ihn in über 60 Folgen als schwerkranken Paul Raspe sehen. Im November/Dezember 2016 spielte er in „Polizeiruf 110: Nachtdienst“ den Janni Abramovich, Sohn einer völlig überlasteten Altenpflegerin (ausgestrahlt im Mai 2017). 2017 war er mit einer kleinen Rolle Teil im Schauspielerensemble von „Fack ju Göhte 3“ und spielte im Mehrteiler „Bella Germania“ den neunjährigen Vincenzo.
Seine erste Hauptrolle erhielt Mika Ullritz 2020 in Mike Marzuks Kinofilm „Der junge Häuptling Winnetou“ als Winnetou in jungen Jahren; der Film startete im August 2022 in den Kinos. 2021 spielte er eine der drei Hauptrollen in der Kinder- und Jugendserie „Völlig meschugge?!“; er spielte darin einen muslimischen Schüler, Hamid, der sich mit seinen beiden besten Freuden gegen Mobbing, Rassismus und Antisemitismus wehrt.
Nach Angaben seiner Agentur lebt Mika Ullritz in München.

## Filmografie (Auswahl)

### Nebenrollen
- 2016: Sturm der Liebe: Paul Raspe
- 2017: Polizeiruf 110 – Polizeiruf 110: Nachtdienst: Janni Abramovich
- 2018: Bella Germania: Vincenzo (9-jährig)
- 2023: Frühling – Flüsternde Geister: Milo Jacobi

### Hauptrollen
- 2021: Völlig meschugge?!: Hamid
- 2022: Der junge Häuptling Winnetou: Winnetou